# Josef Engel (Historiker)
Josef Engel (* 5. März 1922 in Brühl; † 17. Dezember 1978 in Tübingen) war ein deutscher Historiker.
Engel besuchte das altsprachliche Gymnasium seiner Geburtsstadt, wurde zum Reichsarbeitsdienst und anschließend zur Wehrmacht eingezogen, in der er bis Kriegsende – mehrfach schwer verwundet – diente. Bei einem Luftangriff auf Brühl im März 1945 verlor er beide Eltern. Nach kurzer amerikanischer Kriegsgefangenschaft nahm er sein Studium 1946 an der Universität zu Köln auf, zunächst auf die Germanistik konzentriert, unter dem Einfluss von Gerhard Kallen, Peter Rassow und Theodor Schieder aber bald mit Schwerpunkt Geschichte. 1950 wurde er bei Schieder mit einer Arbeit über Jacob Burckhardts Weltbild promoviert und arbeitete in der Folge als Assistent an der Universität Köln. Dort folgte 1958 die Habilitation mit der ungedruckt gebliebenen Schrift Kongreß und Staatensystem. Band I: Lateinisches Mittelalter und sarazenische Welt. Zum Sommersemester 1961 erhielt Engel ein Extraordinariat an der Universität Mainz, wechselt aber schon zum Wintersemester 1961/62 als Nachfolger von Hans Rothfels an die Universität Tübingen, wo er einen Lehrstuhl für Mittlere und Neuere Geschichte innehatte. Hier forschte und lehrte Engel, durch die Kriegsfolgen gesundheitlich schwer angeschlagen, bis zu seinem frühen Tod. Sein Nachfolger wurde Volker Press.
Zu Engels Forschungsschwerpunkten gehörte seit der Habilitationsschrift die Geschichte des Völkerrechts und die Entwicklung des europäischen Staatensystems. Daneben widmete er sich intensiv der historischen Kartografie und bearbeitete die Bände Mittelalter und Neuzeit des weit verbreiteten Werkes Großer Historischer Weltatlas im Bayerischen Schulbuchverlag. Mit seinem 1959 in der Historischen Zeitschrift publizierten Aufsatz Die deutschen Universitäten und die Geschichtswissenschaft leistete er einen Beitrag zur Wissenschaftsgeschichte. Mit Heiko A. Oberman gehörte er zu den Initiatoren des Sonderforschungsbereichs Spätmittelalter und Reformation der Deutschen Forschungsgemeinschaft, der seine Arbeit im Jahr 1973 aufnahm und für den Engel als stellvertretender Sprecher fungierte. Als große Synthese der Forschungen Engels zum Übergang vom Mittelalter zur Neuzeit kann der 1971 als Einleitung zu Band 3 des Handbuchs der europäischen Geschichte veröffentlichte Beitrag Von der res publica Christiana zum Mächte–Europa der Neuzeit betrachtet werden.

## Schriften (Auswahl)
- Die deutschen Universitäten und die Geschichtswissenschaft. In: Historische Zeitschrift 189 (1959), S. 223–378.
- Von der spätmittelalterlichen res publica Christiana zum Mächte-Europa der Neuzeit. In: Theodor Schieder (Hrsg.): Handbuch der europäischen Geschichte. Band 3. Klett–Cotta, Stuttgart 1971, S. 1–443.
- als Herausgeber: Mittel und Wege früher Verfassungspolitik. Klett-Cotta, Stuttgart 1979.